# Marcus Porcius Cato Licinianus
Marcus Porcius Cato Licinianus (?-152 v.Chr.) was een Romeinse jurist en de enige zoon uit het huwelijk tussen Marcus Porcius Cato Censorius maior en Licinia. Het agnomen Licinianus werd aan zijn naam toegevoegd om hem duidelijk te onderscheiden van zijn jongere halfbroer en naamgenoot Marcus Porcius Cato Salonianus. Onder streng toezicht van zijn vader ontwikkelde de jonge Cato zich in zijn jeugd tot een wijs en deugdzaam persoon.
Als vast onderdeel van de opvoeding van elke patriciër, ging ook Cato Licinianus op vrij jonge leeftijd in militaire dienst. In 173 v.Chr. diende hij onder de consul Marcus Popilius Laenas tijdens een campagne in Liguria. In 168 v.Chr. vocht hij, onder leiding van de consul Lucius Aemilius Paulus Macedonicus, tegen de troepen van koning Perseus van Macedonië in de slag bij Pydna. .
Na zijn terugkeer uit het oosten besloot Cato Licinianus, mede door toedoen van zijn vader, zijn militaire loopbaan voor gezien te houden en zich toe te leggen op een carrière in de publieke rechtspraak. Al snel wist hij zich op te werken tot een eminent rechtsgeleerde. Hij schreef onder meer verscheidene belangrijke werken over jurisprudentie. Tevens wordt hij in verband gebracht met de regula ofwel sententia Catoniana, een befaamde wet die de legitimiteit van erfenissen behandelde.
In 152 v. Christus kwam M. Cato Licinianus te overlijden. Tijdens zijn leven was hij getrouwd geweest met Aemilia Tertia, de dochter van Lucius Aemilius Paulus Macedonicus. Bij haar verwekte hij twee zoons, Marcus Porcius Cato (I) en Caius Porcius Cato.